# Lūcija Garūta
Lūcija Garūta, née le 14 mai 1902 à Riga et morte le 15 février 1977 dans cette même ville, est une pianiste, compositrice et poétesse lettone.

## Biographie
Lūcija Garūta est née à Riga en 1902. De 1919 à 1925 elle étudia à l'Académie de musique de Lettonie avec comme professeur Jāzeps Vītols pour le piano et d'autres professeurs comme Jānis Mediņš, Jēkabs Mediņš ou Jēkabs Kārkliņš.
Après avoir obtenu son diplôme elle travailla à la Riga Radio de 1925 à 1926. En 1926 elle enseigna le piano et la théorie musicale à l'école de musique de Jāzepa Mediņa. En 1926 elle étudia avec Alfred Cortot, Isidor Philipp et Paul Le Flem, et en 1928 elle étudia la composition avec Paul Dukas à l'École normale de musique de Paris. En 1926 elle fit ses débuts à Paris et ensuite devint une compositrice active, faisant des concerts avec les chanteurs Milda Brehmane-Štengele (lv), Ādolfs Kaktiņš (lv) et Mariss Vētra (lv), le violoniste Rūdolfs Miķelsons ou le violoncelliste Atis Teihmanis.
En 1940 Garūta commença à enseigner la composition et la théorie musicale à l'Académie de musique de Lettonie, où elle fut élue professeur en 1960.
La maladie mit fin à sa carrière d'interprète mais elle continua à enseigner.
Lūcija Garūta meurt en 1977 et est enterrée au cimetière de la Forêt à Riga.

## Dievs, Tava zeme deg!
Sa cantate de 1943 Dievs, Tava zeme deg! (Mon Dieu! Votre pays brûle!) fait partie du canon de la culture musicale lettone, et est reconnue comme une des plus importantes musiques lettones. On entend dans l'enregistrement de la création de la cantate le 15 mars 1944 durant la Seconde Guerre mondiale les bruits de la bataille en dehors de la cathédrale de Riga. Les paroles ont été écrites par Andrejs Eglītis lors d'un concours intitulé « Prière lettone à Dieu. » La première fut dirigée par Teodors Reiters avec la compositrice jouant à l'orgue de la cathédrale de Riga (en). La cantate fut interdite pendant le contrôle soviétique de la Lettonie.

## Œuvres
- Dievs, tava zeme deg! [« Dieu, ta terre brûle ! »], (1943) cantate pour solistes, chœurs et orgue (création 1991)
- Concerto pour piano (1952)
- Prélude pour piano en do dièse mineur
- Prélude pour piano en mi majeur
- Andante Tranquillo', piano trio en si
- Meditation, pour orgue

## Enregistrements
- Latvian Patriotic Cantatas, CD (18 mai 1999), Riga Recording, ASIN: B00000J8QK
- Dievs, Tava zeme deg! (1er janvier 2003) Baltic Records Group, ASIN: B000QZX3VM